# Кудіябросо
Кудіябросо (рос. Кудиябросо) — село Ахвахського району, Дагестану Росії. Входить до складу муніципального утворення Сільрада Село Кудіябросо.
Населення — 2417 (2015).

## Населення
За даними перепису населення 2002 року в селі мешкало 2118 осіб. У тому числі 1007 (47,54 %) чоловіків та 1111 (52,46 %) жінок.
Переважна більшість мешканців — авахці (84 % усіх мешканців). У селі переважає ахвахська мова.